# Museo Ralli (Marbella)
 El Museo Ralli de Marbella es uno de los cinco Museos Ralli que existen en el mundo y el único ubicado en Europa. Situado en Marbella, fue inaugurado en el año 2000 por Harry Recanati y su esposa Martine Recanati, albergando una de las colecciones más importantes de arte latinoamericano que hay en Europa.
Alberga una colección de arte moderno y contemporáneo latinoamericano y europeo. Cuenta con diez salas de exposiciones en las que podrán disfrutar de su gran colección, con una especial presencia de artistas y obras surrealistas de ambos continentes, que denota el gusto y la predilección de sus fundadores por este movimiento. 
Las obras expuestas, paradigma de los movimientos artísticos contemporáneos, han sido elegidas por su calidad artística, independientemente de la fama de los autores o de su cotización en el mercado. El principal objetivo del museo es hacer que el visitante pueda disfrutar de las obras expuestas con absoluta libertad y privacidad.

## Los museos Ralli
Los Museos Ralli pertenecen a una institución privada sin fines de lucro cuyo objetivo principal es difundir el Arte contemporáneo latinoamericano y europeo.
Existen cinco Museos Ralli repartidos por el mundo: el primero fue fundado en Punta del Este (Uruguay) en 1987, el segundo en Santiago (Chile) en 1992, el tercero en Caesarea (Israel) en 1993, el cuarto en Marbella (España) en el 2000, y un quinto museo también en Caesarea en el año 2007. 
La entrada a todos ellos es gratuita y de visita libre, pudiendo disfrutar de las obras en absoluta privacidad y así formar su propia impresión alejado de toda influencia. 

## Otros museos Ralli

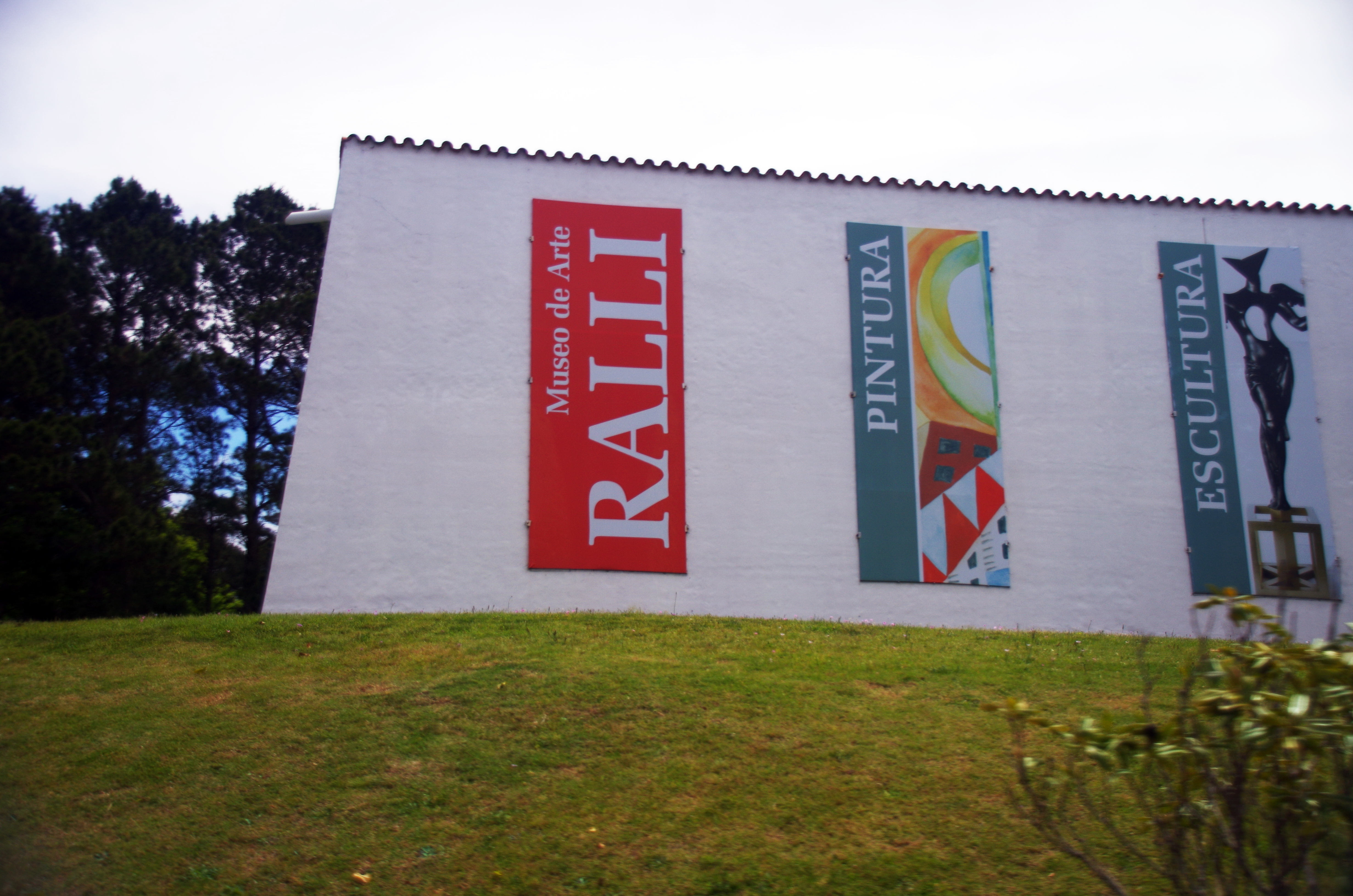
Museo Ralli en el barrio Beverly Hills de Punta del Este, Uruguay.

- Museo Ralli, Punta del Este (Uruguay)

El Museo Ralli de Punta del Este, inaugurado 1988, está situado en el centro del residencial Barrio de Beverly Hills y rodeado por un hermoso parque arbolado de su propiedad, donde la arquitectura y la naturaleza se fusionan en un entorno único. Diseñado y proyectado por los arquitectos uruguayos Marita Casciani y Manuel Quinteiro, el museo alterna amplias salas de exposición con patios interiores de gran belleza donde descansan esculturas en bronce y mármol, creando un entorno mágico que enamora a sus visitantes.
- Museo Ralli, Santiago (Chile)

El Museo Ralli de Santiago abrió sus puertas en el año 1992, siendo el segundo museo Ralli en el mundo. Emplazado en la comuna de Vitacura y rodeado por hermosos jardines.  Este museo cuenta con 16 salas de exposición que albergan una importante colección de arte latinoamericano, única en el país, con artistas de Argentina, Perú, Brasil, Colombia, Uruguay, México, Honduras, Cuba, entre otros. También cuenta con una interesante colección de artistas como Dalí, Chagall y Calder, que impresionan con sus grabados y esculturas, así como una colección clásica, compuesta por pinturas que datan entre los siglos XV y XVIII.
- Museo Ralli I, Caesarea (Israel)

Construido en 1993, de estilo colonial español que encaja perfectamente con el paisaje pastoral de Caesarea. El museo incluye cinco salas y patios de planta octogonal con fuentes en el centro.  La solería de terracota roja y marcos con listones de madera y azulejos de color blanco adornados por una hoja de trébol azul fueron diseñados en Uruguay especialmente para este museo.  Fue concebido aprovechando las condicionantes de luz y clima del país y gracias a esto cuenta con iluminación natural proveniente de los grandes ventanales abiertos hacia los patios interiores. En el nivel superior hay una gran plaza de esculturas con vista al mar, desde donde se puede ver en el horizonte los arcos del acueducto romano.
- Museo Ralli 2, Caesarea (Israel)

Este segundo museo de la ciudad de Caesarea fue construido en el año 2007 y conmemora la gran época de oro del judaísmo español. De estilo arquitectónico mudéjar español, presenta un gran patio en el centro donde se erige una fuente con doce leones, réplica de la del Palacio de la Alhambra de Granada. Según los historiadores, este motivo se originó en el palacio del Rey David en Jerusalén. La fuente está rodeada de estatuas de mármol de Maimónides, Ibn Gabirol, Jehuda Haleví y Spinoza. El edificio, de cuatro pisos, expone cuadros con temas bíblicos creados por artistas europeos en los siglos XVI al XVIII.

## Historia y fundación de los museos Ralli
Harry (1919-2011) y Martine Recanati, mecenas y fundadores de los Museos Ralli, dedicaron gran parte de su vida a promover y apoyar el arte y a los artistas, noveles y consagrados.
Siendo joven, Harry Recanati adquiere su primera obra de arte en 1952, comenzando una colección de obra de artistas europeos de los siglos XVI, XVII y XVIII. Años más tarde, junto a su esposa Martine, continúan adquiriendo obra para su colección particular. Sin embargo, la línea temática de la colección cambiará radicalmente al incluir la obra de artistas contemporáneos.
Esta nueva faceta de su colección particular continúa también con obra de artistas europeos, así como de otros continentes que conocían gracias a sus frecuentes viajes de trabajo y su incansable afán por el arte. Sus reiteradas visitas a América Latina los llevaron a descubrir el arte local quedando impresionados por su calidad, temple y color. Esta recién descubierta pasión por el arte de este continente acaba convirtiéndose en el núcleo de su colección, con un mayor número de obra de artistas latinoamericanos.
La culminación de un sueño
En la década de los 80, Harry Recanati pone fin a sus actividades en el sector bancario. Juntos deciden dedicarse a lo que realmente les hace felices y perseguir un sueño: ofrecer su colección de arte gratuitamente a todas aquellas personas que quisiesen verla. Para ello crean hasta cinco museos en distintos países del mundo a los que bautizarán como Museos Ralli, y la colección particular pasa a denominarse del mismo modo, Colección Ralli. Este nombre lo heredan de una de las sucursales de bancos que Harry Recanati dirigía, el Ralli Brothers Ltd.  
En el año 2000 se crea la Fundación Harry Recanati. Esta fundación sin ánimo de lucro, tiene el objetivo de continuar la labor de promover y difundir el arte contemporáneo latinoamericano y europeo a través de su colección, poniéndola al servicio de todo el mundo de manera gratuita.
Martine Recanati falleció en 2005 y, tan solo seis años más tarde, lo hará Harry Recanati, a los 92 años.

## La colección Ralli
La colección del Museo Ralli destaca por sus obras de temática surrealista. En ella se incluyen grandes referentes de este movimiento en el nuevo continente como Roberto Matta, Wilfredo Lam, Carlos Revilla, Luis Sifuentes, Rodolfo Opazo o Gerardo Chávez. En cuanto a obra europea, esta misma corriente ocupa un lugar significativo en la colección con la presencia de figuras como Giorgio de Chirico, Salvador Dalí, Man Ray, André Masson o Joán Miró .
Junto a este movimiento, la colección del Museo Ralli cuenta con la presencia de otras vanguardias como el Cubismo, el Arte Abstracto, el Realismo Mágico, la Nueva Figuración o el Informalismo, con representantes de ambos continentes, y movimientos propios del arte latinoamericano como la Escuela Mexicana, los Artistas de la tierra, el Movimiento Espartaco o la Escuela del Sur. 

### La colección Ralli en Marbella
La exposición permanente del Museo Ralli está compuesta por las obras más sobresalientes de la pintura contemporánea de América Latina. Destaca la presencia de autores argentinos como Alicia Carletti, Carlos Carmona, Jorge Ortigueira, Víctor Quiroga, Antonio Seguí, Julio Silva y Carlos Alonso. Complementan la muestra representantes de otros países de los que destacamos a Wilfredo Lam (Cuba), Carlos Mérida o Rufino Tamayo (México), Francisco Toledo (México), Herman Braun-Vega (Perú), Andrés Monreal (Chile) o Carmelo Niño (Venezuela), por citar algunos.
A través de las salas que componen la exposición permanente del Museo Ralli de Marbella se busca presentar al visitante la gran variedad de creaciones que se dan en un continente tan multicultural y extenso como éste. A través de ella vemos cómo algunos artistas asimilaron los lenguajes vanguardistas europeos, incorporándose incluso a los movimientos existentes a este lado del mundo, o interiorizándolos y adaptándolos para crear un estilo propio. En otras obras vemos la negación de todos ellos, la búsqueda y la reafirmación de sus orígenes y sus propios lenguajes. 
Además del arte latinoamericano, el Museo Ralli expone obras de artistas europeos tales como Giorgio de Chirico, Salvador Dalí, Joán Miró o Sonia Delaunay. A lo largo de esta muestra, distribuida en tres salas, se intercalan obras de artistas latinoamericanos en las cuales se denota una especial influencia del arte europeo.
Junto a esta selección de obra pictórica y gráfica encontramos esculturas de Mario Aguirre (México), Víctor Quiroga (Argentina), Salvador Dalí y Eduardo Soriano (España) que llenan las salas y acompañan al visitante en este viaje a través del arte.